# Sigrid Rakow

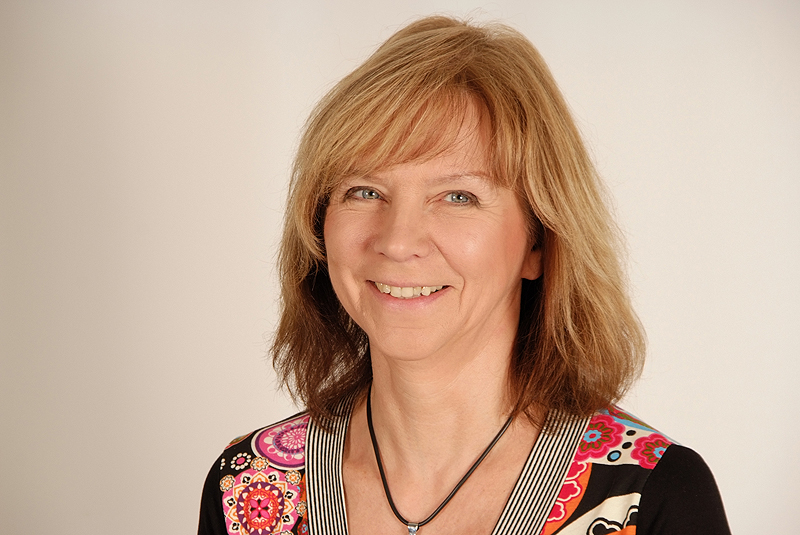
Sigrid Rakow (November 2009)

Sigrid Rakow (* 16. Dezember 1951 in Oldenburg (Oldenburg)) ist eine deutsche Politikerin (SPD) und ehemaliges Mitglied des Niedersächsischen Landtags.

## Leben
Nach dem Abitur machte Rakow eine kaufmännische Ausbildung in Frankfurt am Main. Anschließend studierte sie Erziehungswissenschaften und war danach bis zu ihrer Wahl in den Landtag als Lehrerin tätig. Zuletzt war sie Rektorin in Westerstede.
Sie lebt in Edewecht und hat vier Kinder.

## Politik
1992 trat Rakow in die SPD ein. Sie gehörte dem SPD-Bezirksvorstand Weser-Ems an und war stellvertretende Vorsitzende der Arbeitsgemeinschaft für Sozialdemokraten im Bildungsbereich im Bezirk Weser-Ems. Von Februar 2008 bis Februar 2009 führte sie kommissarisch den SPD-Kreisverband Ammerland; dieses Amt gab sie an Dennis Rohde ab.
Ab 1996 war sie Kreistagsabgeordnete im Landkreis Ammerland und Ratsfrau in Edewecht. 2006 wurde sie zur Vorsitzenden der SPD-Fraktion im Ammerländer Kreistag gewählt. Bei der Kommunalwahl 2021 kandidierte Rakow nicht mehr.
Seit 2003 war Rakow Mitglied des Niedersächsischen Landtags; 2008 und 2013 wurde sie jeweils wiedergewählt. U. a. war sie Vorsitzende des Ausschusses für Umwelt, Energie und Klimaschutz und als Schriftführerin Mitglied des Präsidiums des Landtages. Bei der Landtagswahl 2017 verzichtete sie auf eine erneute Kandidatur.